# Saggi e discorsi
Saggi e discorsi (in tedesco Vorträge und Aufsätze) è una raccolta di conferenze e seminari del filosofo tedesco Martin Heidegger, rielaborati e riuniti da lui stesso secondo tre fili conduttori principali:
- la meditazione sulla scienza e sulla tecnica;
- le riflessioni sul pensiero e sul suo rapporto con la poesia;
- l'interpretazione di alcuni fondamentali concetti della filosofia greca.

L'intera opera, una delle principali fra quelle che contraddistinguono la seconda fase del pensiero heideggeriano, è contrassegnata dal tentativo di proporre, nei diversi ambiti della filosofia e dell'estetica, un possibile superamento della metafisica, individuato da Heidegger nella ripresa dei temi fondamentali del pensiero pre-socratico, quali il logos e l'aletheia.

## Contenuto
Il volume si compone dei seguenti saggi:
1. Die Frage nach der Technik (1953; La questione della tecnica).
2. Wissenschaft und Besinnung (1953; Scienza e meditazione).
3. Überwindung der Metaphysik (1936–1946; Oltrepassamento della metafisica).
4. Wer ist Nietzsches Zarathustra? (1953; Chi è lo Zarathustra di Nietzsche?).
5. Was heißt Denken? (1952; Che cosa significa pensare?).
6. Bauen Wohnen Denken (1951; Costruire abitare pensare).
7. Das Ding (1950; La cosa).
8. »...dichterisch wohnet der Mensch...« (1951; «... Poeticamente abita l'uomo...»).
9. Logos (Heraklit, Fragment 50) (1951; Logos. Eraclito, frammento 50).
10. Moira (Parminedes, Fragment VIII, 34-41) (1952; Moira. Parmenide, VIII, 34-41).
11. Aletheia (Heraklit, Fragment 16) (1954; Aletheia. Eraclito, frammento 16).